# Agente de talentos
Un agente de talentos o agencia de talentos es un individuo o una firma que actúa como intermediario entre un trabajador artístico o deportivo y un empleador; buscando trabajo para actores, músicos, modelos, y cualquier otro tipo de especialistas y artistas del mundo del espectáculo, la representación escénica y multimedia. Además se encarga de asesorar y aconsejar sobre diferentes temas relacionados con el área de especialización de sus clientes.
Los agentes y agencias generan sus recursos mediante una comisión a porcentaje de sus clientes y asociados.